# 巨人霸市
巨人霸市（GCH Retail (Malaysia) Sdn Bhd，商業名稱Giant Mall）是一個大型连锁超市品牌和零售商連鎖店，目前業務範圍在馬來西亞及新加坡（曾在汶莱、印尼、柬埔寨及越南營運）。2016年，巨人霸市成为马来西亚最大连锁超市集团。

## 歷史

1999年到2020年间的Giant标志

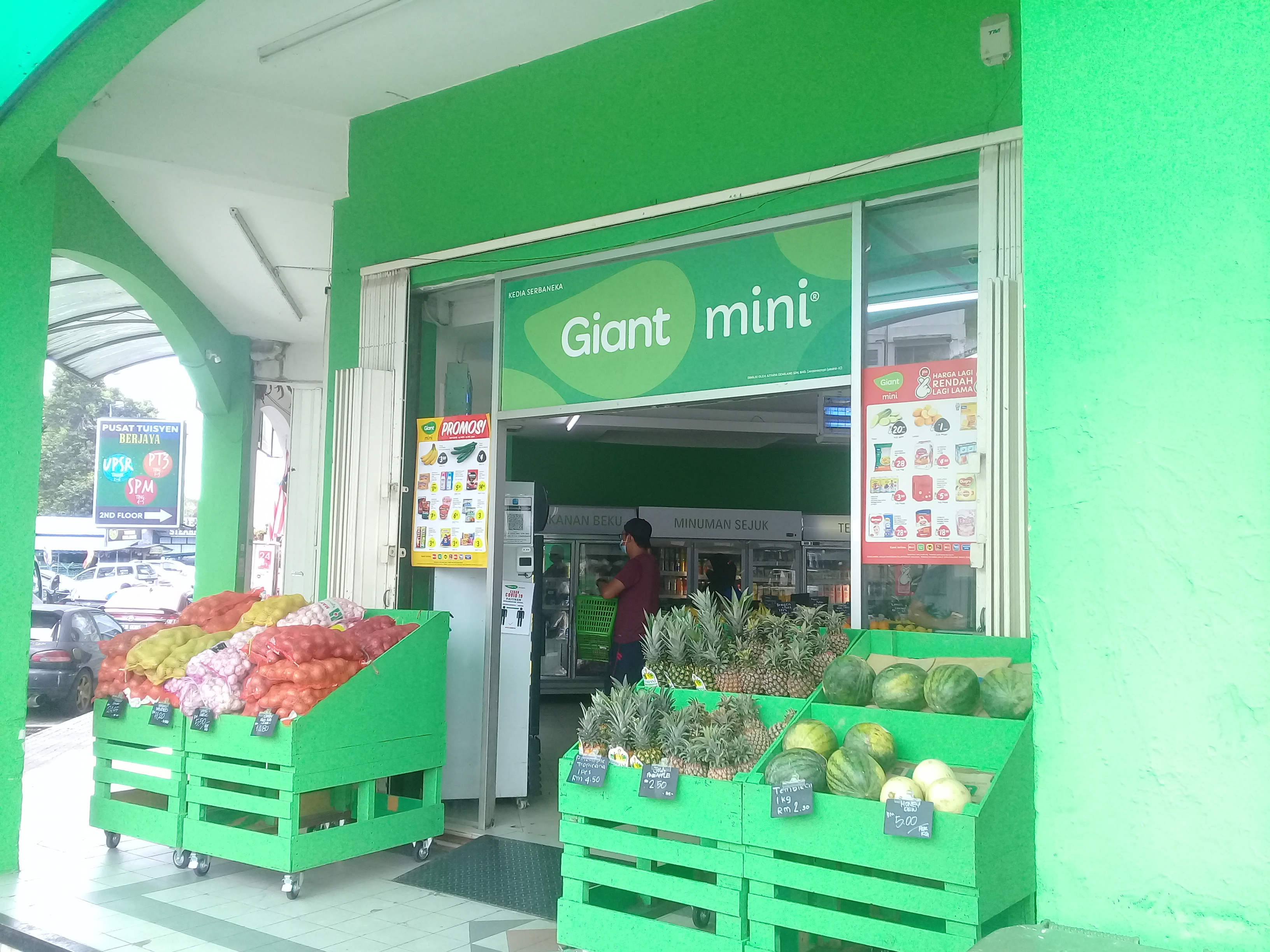
位於哥打白沙羅的Giant Mini分店

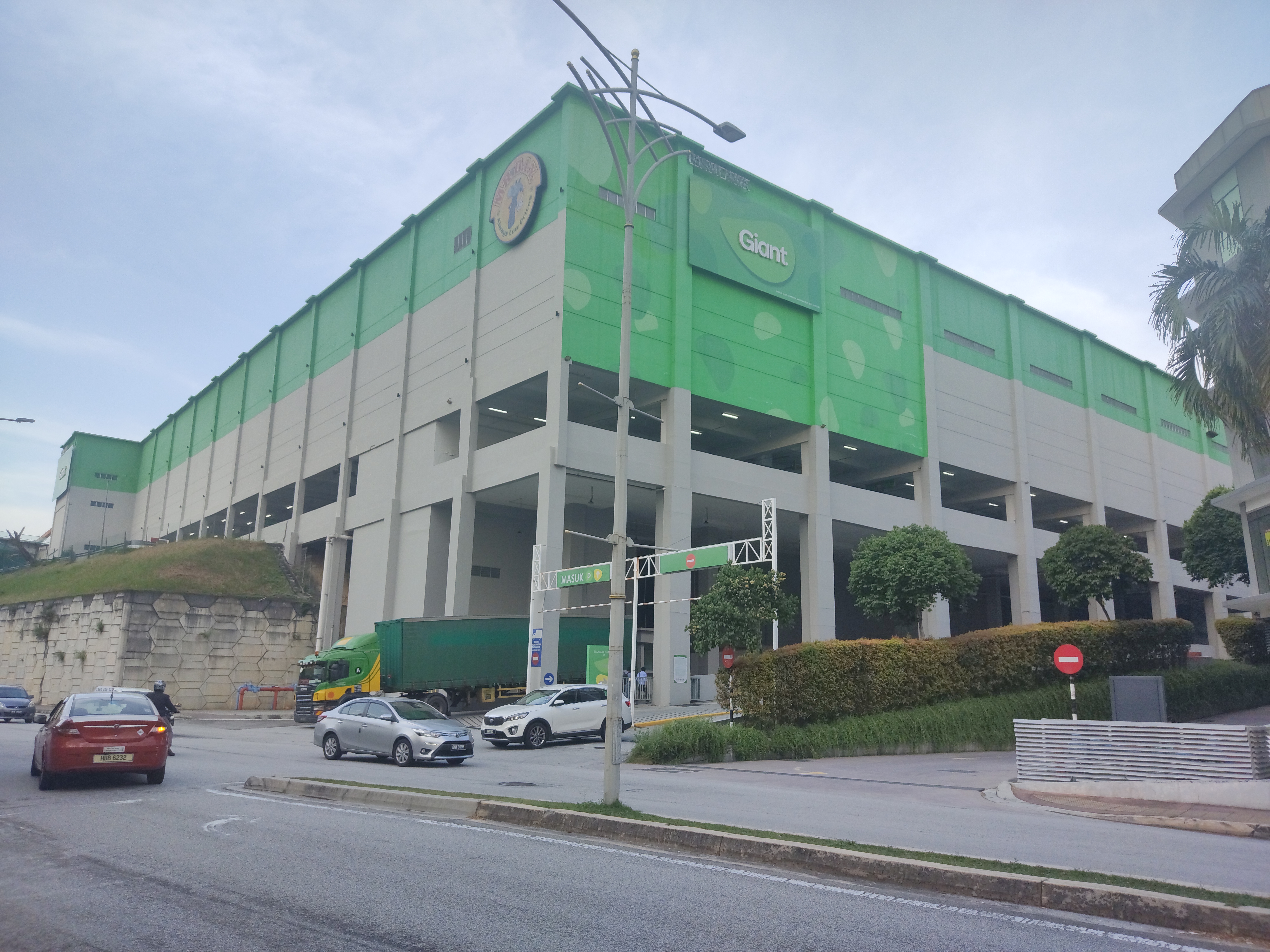
Giant超市

- 1944年，Giant在吉隆坡成立，當時是一家小雜貨店。
- 1974年，Giant在孟沙開設Teng Minimarket Centre(TMC)，規模逐漸擴大[4]。
- 1999年，DFI零售集團購買了Giant90%的股權，Teng Family保留其餘股權[5]。隨後，Giant成為了Dairy Farm International Holdings Limited 的子公司，並更名為 GCH Retail (Malaysia) Sdn Bhd[6]。
- 截至2003年，該連鎖店已開有8家Giant霸級市場、10家超級市場以及3家冷藏公司超市。
- 2011年12月，GCH Retail進軍越南[7] 。
- 2016年，巨人霸市成為馬來西亞最大連鎖超市集團。
- 自2017年開始，由於運營成本高昂、消費者支出疲軟以及來自小型超市、零售商和電子商務的激烈競爭，Giant及其在馬來西亞的店舖銷量不佳[8]。
- 2018年2月，集團將其位於越南的大賣場Asia Investment Supermarket Trading Co. Ltd. (AISTC) 的100%股權出售給歐尚零售（越南）[9]。至此，GCH Retail在越南的業務終止[10][11]。
- 2019年，GCH Retail結束了七家馬來西亞半島門店的營業（分別是在雪蘭莪的2家霸級市場和2家冷藏公司超市分店以及在吉打、霹靂和吉隆坡各1家分店）[12]，同時完全退出沙巴和砂拉越（即把兩州的16家店鋪的業務轉移給當地商店），[13]。
- 同年，GCH Retail關閉了位於新加坡黃埔區 Bukit Panjang 和 Jalan Tenteram 的兩家問店及位於怡豐城和Parkway Parade的大型超市[14]。
- 截至2020年，GCH Retail 由 Syarikat Pesaka Antah Sdn Bhd（一家由森美蘭王室控制的公司）持有 30% 的股份，其餘 70% 的股份則由DFI零售集團持有[15][16]。同年，马来西亚大多数Giant市场全被同发超值市场（TF Value Mart）收购而被取代。
- 2020年9月24日，Giant Singapore 宣布將進行品牌重塑，包括引入新徽標和新功能。此外，Giant Singapore 亦效仿新加坡職工總會平價合作社，在未來六個月內將日常必需品的價格平均降低20%，以減輕在COVID-19大流行期間新加坡人的經濟負擔[17]。
- 2021年4月，Giant Malaysia開始品牌重塑，包括引入了一個名為“Ringgit Zone”的區域（區域內的所有產品定價為RM3），[18]以及把ShopSmart和G-Ekspres改為Giant Mini.[19]
- 2021年5月，GCH Retail宣布印尼的業務將於2021年7月31日起終止。[20][21][22]。
- 2023年2月23日，Giant的母公司DFI零售集團宣布，由於競爭日益激烈，集團將退出馬來西亞的雜貨零售市場[23]。因此，DFI出售馬來西亞的雜貨業務出售給Macrovalue Sdn Bhd[24]。但保留在新加坡的Giant及Cold Storage的擁有權。
- 收購後，Macrovalue 於 2023年3月21日宣布，為增加流量並減少損失，Giant Hypermarket 將更名為 Giant Mall。[25]